# Nostián (Arteijo)
Nostián es una aldea española, actualmente despoblada, que forma parte de la parroquia de Pastoriza, del municipio de Arteijo, en la provincia de La Coruña.